# Colbitz
Colbitz – miejscowość i gmina w Niemczech, w kraju związkowym Saksonia-Anhalt, w powiecie Börde, należąca do gminy związkowej Elbe-Heide.
Do 30 czerwca 2007 gmina należała do powiatu Ohre.

## Geografia
Colbitz leży na wschód od miasta Haldensleben.
Przez gminę przebiega droga krajowa B189.

## Współpraca
Miejscowość partnerska:
- Altdorf bei Nürnberg, Bawaria